# Kohgíluje a Bójer-Ahmad
Provincie Kohgíluje a Bójer-Ahmad je jednou ze 31 íránských provincií nacházející se na jihozápadě země. Sousedí s provinciemi Chúzistán na západě, Čahármahál a Bachtijárí a Isfahán na severu a Fárs a Búšehr na východě.
Hlavním městem je Jásúdž. Provincie se dělí na 5 krajů (šahrestán).